# شموئيل طوليدانو
شموئيل طوليدانو (بالعبرية: שמואל טולידאנו) هو يهودي من مواليد طبريا سنة 1921، أبواه طبرانيان أباً عن جد. شموئيل يشكل أحد أبناء العائلات اليهودية الفلسطينية التي عاشت في فلسطين بشكل طبيعي قبل بداية الهجرات الصهيونية الحديثة، ودراسة حياته تعطي تصوراً عن مراحل تطور نظرة اليهود الفلسطينيين إلى القضية الفلسطينية، وخاصة من عاش منهم في طبريا. فمن صداقة في طفولته لجيرانه العرب، إلى انتماء للصهيونية، إلى انخراط في العمل العسكري ضد أبناء بلده من الفلسطينيين، إلى العمل المخابراتي والسياسي في دولة إسرائيل، ثم من بعد ذلك الزحف باتجاه أحزاب اليسار أكثر فأكثر، نهايةً بترك العمل مع الدولة الإسرائيلية بدعوى أن مؤسساتها فقدت القِيَم «وكأنه يحاول التكفير عن المرحلة الوسطى من حياته».

## طفولته
يقول طوليدانو متحدثاً عن طفولته: 
«ولدت في طبريا وعشت فيها مع أهلي وجيراني العرب أحسن عيشة. ما زلت أذكر العديد من أصدقاء الطفولة الفلسطينيين…عندما بدأ اليهود الأشكناز يتدفقون علينا، كنا نحن والعرب أقرب إلى بعضنا البعض مما نحن قريبون من اليهود الأشكناز» 
```
من أصدقاء طفولته عائلة الطبري التي تولت رئاسة بلدية طبريا لفترة طويلة، وأيضاً البروفيسور 
فايز الصايغ
، أحد مؤسسي 
منظمة التحرير الفلسطينية
 الذي حاول طوليدانو (بدون نجاح) أن يجنده كعميل لإسرائيل في ما بعد.
```

درس في الكلية الإسكتلندية (مدرسة مختلطة عرب ويهود) في صفد.

## حرب 1948
حارب ضمن تنظيم الهاجانا العسكري الصهيوني حيث كان ضابطاً في الضفة الغربية (1947-1948). اعتقلته قوات الانتداب البريطانية في منطقة اللطرون قرب القدس، حيث بقي في السجن حتى 15 مايو 1948 (خروج البريطانيين من فلسطين).

## مناصب شغرها
- خدم في الجيش الإسرائيلي (1949-1952) واعتزل برتبة رائد.
- عضو في جهاز المخابرات العامة الإسرائيلية
- عضو في جهاز المخابرات الخارجية (الموساد)
- نائب رئيس الموساد
- عضو في حزب عمال أرض إسرائيل (ماباي) (السلف الأساسي لحزب العمل الإسرائيلي) (1960-1977)
- مستشار للشؤون العربية لثلاثة رؤساء حكومة: ليفي أشكول وغولدا مائير وإسحق رابين (1965-1977)
- عضو في الحزب الليبرالي الحركة الديموقراطية للتغيير (داش) (1977-1993)
- نائب في البرلمان الإسرائيلي (الكنيست) عن حزب داش (1977-1981)
- عضو في حزب العمال الموحد (مبام) (أحد أسلاف حزب ميرتس)
- عضو في مجلس السلام والأمن

## من أشهر أقواله
- في سنة 2004، وفي أحد اجتماعات 'مجلس السلام والأمن' اصطدم طوليدانو علنياً مع رئيس أركان الجيش الإسرائيلي موشيه يعلون قائلاً له:

«الجيش تحت قيادتك فقد القيمة العليا، طهارة السلاح. الجنود تحت قيادتك يهدمون بيوت الفلسطينيين وينكلون بالمواطنين على الحواجز ويقتلون النساء والأطفال والناس الأبرياء» 
```
رد موشيه يعلون عليه بفظاظة فترك طوليدانو الجلسة واستقال من المجلس ليختار الاعتزال السياسي نهائياً.
```

- في سنة 2008، وفي لقاء مع جريدة الشرق الأوسط يقول:

«أشعر بالألم لأنني أرى أن الكثير من قادتنا لا يفهمون ما الذي يدور من حولنا ويضيعون الفرص. نحن يصيبنا اليوم ما أصاب العرب في سنة 1948. وهذا يقلقني ويحزنني...ما من شك في أن اليهود الذين مروا بتجربة العيش السلمي مع العرب، مثلي ومثل سكان حيفا ويافا الأصليين، مستعدون أكثر لتكرار التجربة في العيش مع العرب بسلام، ووفق الضمانات الأمنية اللازمة» 